# You Found Me
Singles de The Fray
All at Once
(2007) Never Say Never
(2009)
You Found Me est une chanson du groupe de rock The Fray. C'est le premier single de l'album The Fray (2009).
Lors de prestations en direct, cette chanson apparaît dès la fin 2007 sous le nom de Amistad.
Le single a été certifié double disque de platine par la RIAA et l'ARIA en 2009.

« You found me est une chanson difficile pour moi. Elle concerne les déceptions, les peines d'amour, l'abandon qui accompagne la vie. Parfois tu es abandonné, parfois tu es celui qui laisse tomber quelqu'un. C'est difficile de savoir en qui faire confiance, sur qui tu peux compter. Elle vient d'une période difficile, et elle reste toujours dans la lignée de ma pensée. Il y a des circonstances difficiles que ma famille et mes amis ont traversées ces dernières années et qui peuvent être pesantes. Cela m'affecte. Cela demande beaucoup de ma foi pour continuer à croire, continuer à espérer dans l'inconnu. Parfois le tunnel à une lumière au bout, mais la plupart du temps il est noir comme la nuit. Cette chanson concerne ce sentiment, et l'espoir que j'ai toujours, enterré au plus profond de moi. »

— Interview d'Isaac Slade sur la chanson